# Valeri Movtxan
Valeri Ivànovitx Movtxan (en rus Валерий Иванович Мовчан) (Sordorovo, República Socialista Soviètica del Tadjikistan, 14 de juny de 1959) fou un ciclista soviètic, que s'especialitzà en la pista.
En el seu palmarès destaca la medalla d'or aconseguides als Jocs Olímpics en Persecució per equips, i una medalla d'or als Campionats del Món de la mateixa especialitat.

## Palmarès
- 1980
  -  Medalla d'or als Jocs Olímpics de Moscou en la prova de persecució per equips, amb Víktor Manakov, Vladimir Osokin i Vitaly Petrakov
- 1982
  -  Campió del món en persecució per equips, amb Alexander Krasnov, Konstantin Khrabvzov i Sergeï Nikitenko
  -  Campió de la Unió Soviètica en persecució per equips